# Хронологія українського повстанського руху (1946)
Нижче наведено список подій за участю УПА та Організації українських націоналістів за 1946 рік.

## Січень
- 5 січня —  повстанський підрозділ УПА під командуванням Дмитра Гуцула-"Сави" біля Буряківки влаштував засідку та знищив опергрупу Товстенського райвідділу НКВС, противник втратив 25 людей убитими, зокрема начальника райвідділу НКВС — майора Слєпцова[1][2].
- 15 січня;
  - сотня «Залізні» зачистила радянський військовий гарнізон у с. Грушка, було знищено 27 більшовиків[3].
  - у бою зі спецгрупою НКВС, яка діяла під виглядом групи бійців УПА, був поранений і захоплений живим поручик УПА Федір Воробець (Верещака), командувач військовим округом УПА-Північ 444 і крайовий провідник Східного краю "Одеса". Він був засуджений на 25 років ув'язнення і помер у 1959 році в Іркутській області[4].
- 16 січня — сотня «Богуна» напала на гарнізон у селі Грушка. Загинув офіцер і один солдат, ще четверо були поранені. Пошкоджений телефонний зв'язок між різними гарнізонами на Станіславщині[5].
- 23 січня — курінь «Дзвони» потрапив в оточення між селами Красне та Хмелівка. Відділи більшовиків мали підтримку авіації. Повстанці пішли у рукопашний прорив (важко поранені залишилися в оточенні та подострілювались) і прорвали кільце. Втрати куреня — 15 стрільців, більшовиків — 50 вбитими і 30 пораненими[6].

## Лютий
- 2 лютого — оборонний бій сотні ВО-2 «Буг» УПА-Захід «Переяслави-1» (командир Ярослав Гамела-«Бриль») у Судово-Вишенському районі Львівської області (загинув начальник штабу сотні «Певний»).
- 24 лютого — рейдова група 215-го стрілецького полку ВВ НКВС у районі Чорного лісу на Станіславщині атакувала групу повстанців із 10 осіб. Бій тривав півгодини. Серед загиблих був командир ТВ-22 "Чорний ліс" Василь Андрусяк (Різун)[7].
- 26 лютого — підрозділи 64-ї дивізії ВВ НКВС раптово оточили село Ліски, що належало до Сокальського району (тепер — на території Польщі). В ньому в цей час квартирували українські повстанці з підрозділу "Вовки" чисельністю до 50 осіб. Під час шестигодиного бою бою загинув 41 партизан, 2 були поранені і 3 потрапили в полон. Крім того, захоплено 9 пістолетів-кулеметів, 19 ручних кулеметів, 13 автоматів, 17 пістолетів, 30 гранат, 2,5 тис. набоїв, гранатомет, 12 магазинів до ПП і 20 магазинів до автоматів. Від куль українських партизанів загинуло четверо радянських солдатів, дев'ятеро були поранені[8].
- ?? лютого — поблизу сіл Гирботів (тепер — Нараївка) і Кінашів сотня куреня «Смертоносці» під командуванням Чорного знищила понад 60 більшовиків, втративши 6 повстанців.[9].

## Березень
- 5 березня — у райцентрі Галич на Станіславщині загін повстанців атакував приміщення винищувального батальйону. Знищено 5 бійців, ще двох поранено. Повстанці відійшли без втрат[10].
- 20 березня — сотнями «Ударник-5» під командуванням Степана Стебельського-«Хріна» та сотнею «Булава» під командуванням Володимира Гошки–«Мирона» було здійснено напад на 38-му польську прикордонну заставу ВОП (ВОП–Войско Оборони Прикордоння) в селі Ясель Сяноцького району на Закерзонні. Після мінометного обстрілу українські повстанці взяли прикордонну заставу штурмом. Було вбито 2 польських вояка, близько десятка отримали поранення, троє бігли через кордон до Чехословаччини, 94 захоплено в полон. В подальшому 20 полонених відпустили, а решту — котрі брали участь у вбивствах і знущаннях з українського населення — розстріляно[11].
- 26 березня — біля сіл Височани та Кожушне Сяноцького району сотні УПА «Хріна» та «Мирона» вліштували засідку на підрозділ 3-го батальйону 34-го полку Війська Польського чисельністю 170 бійців під командуванням совєцького майора Фролова. Внаслідок бою було вбито 40 польських солдатів та 37 потрапило в полон до УПА. Майор Фролов, щоб не потрапити в полон закінчив життя самогубством. Того ж дня польські підрозділи, що скупчилися в селі Лупків, під натиском повстанців, змушені були відступити на територію Чехословаччини[12].
- 31 березня; 
  - сотня «Летуни» УПА-Захід атакувала дільницю винищувального батальйону в селі Баличі на Дрогобиччині. Важко поранений дільничний МВД, бійці батальйону роззброєні;
  - опергрупа МВС біля райцентру Ланчин на Станіславщині наскочила на сотню «Імені Колодзінського» УПА-Захід. Повстанці знищили 4 військових, поранили 6. Після чого облавники панічно розбіглися[13].

## Квітень
- 8 квітня — курінь «Дзвони» УПА-Захід влаштував засідку на шляху Галич–Станіслав. Спалено вантажний автомобіль, знищені 3 військових, один поранений. Добуто декілька одиниць зброї[14].

## Травень
- 3 травня — у селі Мильськ сім партизанів, одягнених у радянську форму, знищили голову сільради Романюка та дільничного РВ МВС Столярчука[15].
- 11 травня — у селі Голешів відбувся бій між боївкою СБ ОУН під командуванням "Сойки" і частинами 64-ї дивізії ВВ МВС, внаслідок чого, загинуло 15 підпільників та двоє червоних (лейтенант і сержант), опісля чого більшовики спалили в селі 45 будинків та вбили кілька українців, запідозрених у співпраці з УПА[16].
- 14 травня — в районі села Грушки повстанці сотні «Залізні» обстріляли військовий «Вілліс», унаслідок чого водій загинув на місці, а пасажира — майора Альошина було розстріляно пізніше в лісі[17].

## Червень
- 27 червня — в Перемиському повіті в засідку УПА потрапила підофіцерська школа 28 піхотного полку. Захоплені зненацька, вояки безладно кинулися врозтіч, залишивши на полі бою поранених колег. Загинули 22 солдата, семеро були поранені[18].

## Липень
- 4 липня — вісім солдатів 383-го полку ВВ МВС під командуванням сержанта Боброва в селі Библо взяли в полон 5 повстанців. Полонені під час допити видали місце знаходження ще двох зруйнованому місцевому костелі. Внітрішні війська оточили церкву, але бачачи, що штурм може призвести до зайвих втрат, викликали допомогу оточену червоноармійську артилерійську частину, яка знищили церкву разом з повстанцями за допопомогою гармати калібру 76 мм[19].
- 8 липня — сотня «Залізні» влаштувала засідку на шляху Надвірна–Отинія на підрозділ НКВС із десяти бійців, що заїхав до с. Виноград з’ясувати обставини останніх подій. У збройній сутичці поранено начальника Отинійського НКВС Шевчука і ще трьох енкаведистів[20].
- 12 липня — бійці сотні «Залізні» замінували залізницю між Отинією й Угорниками[20].
- 29—30 липня — сотня «Залізні» здійснила напад на Тлумацький спиртзавод. Було знищено 4000 літрів спирту і завдано шкоди на 77 732 рублі 35 копійок[21].

## Серпень
- 8 серпня — обстріляли студебекер, який їхав з Ново-Ушиці Кам’янець-Подільської області в м. Добромиль Дрогобицької області. Поранення отримала пасажирка автомобіля[22].
- 27 серпня — сотня «Залізні» напала на студебекер, який рухався за маршрутом Станіслав–Городенка, внаслідок чого було вбито шофера і важко поранено трьох бійців[22].

## Жовтень
- 13 жовтня — бійці УПА підірвали поїзд ВВ МВС на лінії Долина – Калуш (Станіславська область). За даними УПА, було вбито близько 100 чекістів, серед яких були й високі посадові особи[23].

## Грудень
- 20 грудня — зіткнення чоти сотні ВО-4 УПА-Захід «Імені Богуна» (командир Микола Харук-«Вихор») з ВВ МВС у селі Брустури Косівського району Станіславської області (знищені 3 і важко поранений 1 військовослужбовець)[24].
- 22 грудня — диверсія сотні ВО-2 «Буг» УПА-Захід «Переяслави-1» (командир Ярослав Гамела-«Бриль») в Яворівському районі Львівської області (підірвані 4 мости в райцентрі Яворів, зрізані 140 стовпів телефонного зв'язку і електропередачі)[25].